# Oskar Hranilović
Oskar Hranilović (1867. – 1933.), hrvatski časnik, general austro-ugarske vojske, diplomat, prevoditelj i obavještajac

## Životopis
Rodio se u plemenitaškoj obitelji Hranilović, u vojničkoj obitelji. Unuk podsudca Zagrebačke županije Ferdinanda (o. 1766. – o. 1838.), sin tajnika Financijalne okružne direkcije i veleposjednika Ferdinanda (o. 1831. – 1906.), brat vojnika Kolomana i poznatog zemljopisca Hinka. U Zagrebu je od 1877. do 1879. pohađao dva razreda klasične gimnazije, zatim višu vojnu školu u Weißkirchenu (Hranicama) u Moravskoj. Odatle je prešao 1886. prešao u Terezijansku vojnu akademiju u Bečkom Novom Mjestu. Završivši studij kao poručnik je stupio u 53. pukovniju nadvojvode Leopolda gdje je obnašao dužnost pomoćnika zapovjednika. Dostigao je čin general bojnika. Bio je vojni ataše u Sofiji. Na bečkom dvoru radio je kao prevoditelj s turskog. Na čelo vojne obavještajne službe došao je 1914. godine. Umro je 1933. godine.